# Pitman (New Jersey)
Pitman ist eine Gemeinde (borough) innerhalb des Gloucester County im Bundesstaat New Jersey in den Vereinigten Staaten. Das U.S. Census Bureau ermittelte bei der Volkszählung 2020 eine Einwohnerzahl von 8780.

## Geschichte
Im Jahr 1871 wurde sowohl in Glassboro Township als auch in Mantua Township Land ausgewählt, das für ein methodistisches Sommerlager zur Verfügung gestellt werden sollte. Die New Jersey Conference Camp Meeting Association wurde offiziell gechartert und erhielt 1872 die Autorität über die Landzuteilung und begann mit der Planung des Zeltplatzes und der Organisation von Treffen. Das Land verfügte über ein Auditorium, das sich auf einem zentralen Versammlungsplatz befand, und zwölf Straßen gingen von dem zentralen Bereich wie Speichen eines Rades aus. Dieses Gebiet wurde als Pitman Grove bekannt, und während die Zelte der Gläubigen ursprünglich jede der zwölf Straßen säumten, ersetzten Hütten langsam die Zelte und bildeten das Fundament der Stadt Pitman. In den 1880er Jahren war die Zahl der Cottages auf 400 angestiegen und die Bewohner begannen, das ganze Jahr über zu bleiben, was beides zur Gründung der ersten öffentlichen Schule im Jahr 1884 führte. Im Jahr 1904 stimmten die Einwohner von Pitman Grove mit 122 zu 35 Stimmen für die Gründung einer eigenständigen Gemeinde, und am 24. Mai 1905 unterzeichnete der Gouverneur von New Jersey, Edward C. Stokes, ein Gesetz, das die Gemeindegründung erlaubte.

## Demografie
Nach einer Schätzung von 2019 leben in Pitman 8741 Menschen. Die Bevölkerung teilte sich im selben Jahr auf in 92,1 % Weiße, 3,5 % Afroamerikaner, 0,3 % amerikanische Ureinwohner, 1,0 % Asiaten und 3,1 % mit zwei oder mehr Ethnizitäten. Hispanics oder Latinos aller Ethnien machten 3,3 % der Bevölkerung aus. Das mittlere Haushaltseinkommen lag bei 75.909 US-Dollar und die Armutsquote bei 12,1 %.